# Montipora aequituberculata
Espèce
Statut de conservation UICN

 LC  : Préoccupation mineure
Statut CITES
Montipora aequituberculata est une espèce de coraux appartenant à la famille des Acroporidae.